# Ignazio Di Sortino Specchi Gaetani
Ignazio Di Sortino Specchi Gaetani (Naro, 1º dicembre 1823 – Naro, 28 aprile 1899) è stato un avvocato e politico italiano.